# Stephan Dipita
Stephan Dipita, né le 21 mai 1994 à Bomono Ba Mbenguè dans l'arrondissement de Dibombari, situé dans le département du moungo, région du littoral Cameroun, est un humoriste, comédien et Metteur en scène camerounais. Il est le lauréat du prix RFI Talents du rire 2022.

## Biographie

### Enfance et début
Stephan Dipita est né en mai 1994 à Bomono Ba Mbenguè, localité située à 12 km de Douala. Il est le quatrième d'une fratrie de 5 enfants dont 3 frères et une sœur. Il fait des études de théâtre, il est également titulaire d'une licence en français et études francophones à l'université de Douala.

### Carrière
Il fait ses débuts dans le cinéma avant de se lancer dans la comédie. Sa première vidéo court métrage intitulé  Frédéric Eto'o sort en 2017. En 2017, alors âgé de 23 ans, il monte son premier One-man-show intitulé Mon ami virtuel.
En 2021, il présente son second spectacle intitulé How. 
Le 12 décembre 2022, il est désigné vainqueur de la huitième édition du prix RFI Talents du rire. Il succède à l'humoriste gabonais Manitou, lauréat 2021.

## Spectacles
- 2017: Mon ami virtuel
- 2021: How